# 新井康弘
新井 康弘（あらい やすひろ、1956年〈昭和31年〉12月5日 - ）は、日本の俳優、元子役。東京都生まれ、幼児期から神奈川県川崎市高津区坂戸育ち。身長179cm、体重75kg。血液型はA型。1974年から1982年はアイドルグループずうとるびのメンバーとして活動していた。

## 人物・来歴
芸能生活のスタートは子役で、数本のドラマに出演。
その後、アイドルグループずうとるびのメンバーとして活動し、山田隆夫が脱退した1977年から解散までリーダーを務めた。
グループ在籍中の1977年に『岸辺のアルバム』で正式に俳優デビュー。ギャグなしの落ち着いた演技を見せ、グループ解散後は俳優業に専念。
趣味であるオートバイの運転を生かし、『爆走！ドーベルマン刑事』にレギュラー出演。
『大好き!五つ子』シリーズでの五つ子の父・桜井良介役が当たり役となり、広く知られるようになった。
趣味はバイクの運転、特技はドラム。
2020年、ずうとるび再結成に参加。

## 出演

### テレビドラマ
- コメットさん 第45話「飛び出せ鯉ノボリ」（1968年、TBS） ※九重佑三子主演版
- 打ち込め! 青春（1971年、NET）
- プレイガール 第109話「砂に書かれた喧嘩状」（1971年、12CH）
- スペクトルマン 第53話・第54話（1971年、CX）
- おれは男だ! 第41話（1972年、NTV）
- 風雲ライオン丸 第7話（1973年、CX）
- 岸辺のアルバム（1977年、TBS） - 沖田信彦
- 太陽にほえろ! 第350話「高校時代」（1979年、NTV） - 吉本
- 沿線地図（1979年、TBS） - 岡田鉄太郎
- ご近所の星（1979年 - 1980年、フジテレビ） - 木山午太郎
- 爆走! ドーベルマン刑事（1980年、ANB） - 加山春彦
- 御宿かわせみ 第9話「女がひとり」（1980年、NHK）
- 大江戸捜査網 第414話「涙の仇討ち慕情」（1981年、TX） - 佐吉 / 次郎吉 （二役）
- Gメン'75 第353話「白衣の天使連続殺人事件」（1982年、TBS） - 北山孝雄
- 噂の刑事トミーとマツ 第2シリーズ 第1話（1982年、TBS） - 木谷公次
- セーラー服と機関銃（1982年、CX）
- 特捜最前線（ANB）
  - 第288話「永吉と呼ばれた19歳!」（1982年）
  - 第334話「東京犯罪ガイド!」（1983年） - 本多イサム
  - 第484話「鉢植の墓標・風俗ギャル殺人事件!」（1986年）
- 火曜サスペンス劇場 （NTV）
  - 「松本清張の霧の旗」（1983年） - 山上
  - 「獣の償い」（1984年） - 福田 役
  - 「エンゲージリング」（1986年）
  - 「松本清張スペシャル・山峡の湯村」（1992年） - 岡垣季一
  - 「身辺警護3」（1999年） - 坂上良一
  - 「警視庁鑑識班8」（1999年） - 菅野隆一
- 別れていい友（1983年、CX） - 久野大作
- 中卒・東大一直線 もう高校はいらない!（1984年、TBS） - 原口
- 流れ星佐吉 第10話「名裁き大逆転」（1984年、CX）
- 花王名人劇場 15年目の指輪（1984年、KTV）
- 男の家庭科（1985年、CX）
- 婦警候補生物語（1985年、NTV） - 金沢巡査部長
- 迷宮課刑事おみやさん（1985年、ABC） - 相田金一（アイダン）
- 夏・体験物語（1985年、TBS） - 矢野英雄
- 土曜ワイド劇場（ANB→EX）
  - 「牟田刑事官事件ファイル」第4作「財布を拾った女」（1985年12月14日） - 木戸弘之
  - 「豪華サロンカー婚約ツアー殺人事件」（1987年） - 屋代直也
  - 「女弁護士 朝吹里矢子11・小さな目撃者」（1989年） - 長沢修二
  - 「終着駅シリーズ3・死刑台の舞踏」（1992年） - 黒川
  - 事件1（1993年） - 花井武志 役
  - 「船長シリーズ8・ジャンボフェリー 殺人海峡」（1996年） - 長原
  - 「西村京太郎トラベルミステリー32・伊豆誘拐行」（1998年） - 阿部真治
  - 「人類学者・岬久美子の殺人鑑定2・死者を蘇らせるワインの謎!? 殺人犯は12倍速で白骨化する!!」（2011年） - 奥田博人
  - 「終着駅の牛尾刑事VS事件記者・冴子11・ラストシーン」（2012年） - 小沼玄司
  - 「タクシードライバーの推理日誌34・飛騨高山〜殺人スクープの女!!」（2013年） - 能美健司
  - 「温泉 (秘) 大作戦14・南部鉄器の美人職人と美肌効果の露天風呂!」（2014年、ABC） - 大谷三平
  - 「ショカツの女9・政治家の妻と私設秘書の夫、おしどり夫婦が脅された怪文書の謎!」（2014年） - 坂本正志
  - 「火災調査官・紅蓮次郎15・商店街で火災発生!!炎に消えた二つの命!!10分の空白が親娘の絆を引き裂いた!?クリスマスツリーの突然発火にパチパチの秘密!?」（2015年） - 久慈大助
  - 「天才刑事・野呂盆六ファイナル・盆六 暁に死す! 天才刑事VS. 英国帰りの双子の兄」（2015年、ABC） - 大船豊
  - 「監察官・羽生宗一5」（2017年） - 杉山鑑識官
- ライスカレー 第10話（1986年、CX)
- 月曜ドラマランド（CX）
  - 「みゆき」（1986年8月4日） - 白バイ警官
- 水曜ドラマスペシャル「水曜日の恋人たち 見合いの傾向と対策」（1986年、TBS）
- 西田敏行の泣いてたまるか 第11話「犬ちゃん恋におちて」（1987年、TBS）
- 女ふたり捜査官 第15話「愛を盗んだ女スリ」（1987年、ABC / テレパック）
- 大河ドラマ（NHK）
  - 武田信玄（1988年） - 小笠原長時
  - 翔ぶが如く（1990年） - 山縣有朋
  - 信長　(1992年)   - 和田惟政
  - 徳川慶喜（1998年） - 平岡円四郎
  - 葵 徳川三代（2000年、NHK） - 坂崎直盛
  - 義経（2005年） - 田口教能
  - 天地人（2009年） - 北条高広
- 連続テレビ小説（NHK）
  - ノンちゃんの夢（1988年）
  - 甘辛しゃん（1997年） - 神沢修造
  - さくら（2002年） - 川口良彦
- はぐれ刑事純情派
  - （1988年） - 城南署看守
  - （1989年） - 松永裕一
  - （1992年） - 入江雅人
- 女ねずみ小僧（1989年、CX）
- 月曜・女のサスペンス・傑作推理受賞作シリーズ・死の郵便配達（1989年9月18日、テレビ東京系列） - 郵便配達人
- 男と女のミステリー「京都グルメ旅行殺人事件」（1989年、フジテレビ） - 川原準一
- さすらい刑事旅情編（ANB）
  - 第2シリーズ 第7話（1989年）
  - 第3シリーズ 第15話（1991年）
- 世にも奇妙な物語（CX）
  - 「ゴミが捨てられない」（1990年）
  - 「我が家はどこだ」（1991年）
  - 「聞こえる」（1991年）
- 月曜ドラマスペシャル→月曜ミステリー劇場→月曜ゴールデン→月曜名作劇場（TBS）
  - 私を騎手にして（1990年7月23日） - 緒方進 役
  - トリカブト殺人事件 疑惑の女（1992年1月13日） - 神木秀次
  - 突然離婚1「妻よやさしく別れてくれ」（1992年2月10日）
  - 恋文（1992年12月7日）
  - 西新宿俳句おばさん事件簿3「愛犬家に捧げる犯罪」（1995年6月26日） - 高倉社長
  - こころ預かります!
    - こころ預かります!1（1995年7月3日）
    - こころ預かります!2（1996年1月22日）

  - 交通刑務所・刑務官2（1996年3月18日） - 小宮山常男
  - 肝っ玉婦長の事件日誌「消えた看護婦 2重生活の女」（1996年6月17日）
  - 十津川警部シリーズ15「尾道・倉敷殺人ルート」（1998年9月28日） - 氷山敬介
  - 早乙女千春の添乗報告書14「奥飛騨・下呂湯けむりツアー殺人事件」（2003年6月16日） - 柳剛夫
  - 浅見光彦シリーズ
    - 19「長崎殺人事件」（2004年4月12日） - 竹田
    - 30「化生の海」（2011年9月19日） - 三井所剛史

  - 刑事シュート1 しゅうと&ムコの事件日誌（2008年10月20日） - 船橋次郎
  - イソベン・里村タマミの事件簿1「見えない貌」（2010年6月7日） - 永沢悟
  - 湯けむりバスツアー 桜庭さやかの事件簿3（2011年4月18日） - 戸塚邦彦
  - 北海道警察2「笑う警官」（2013年7月29日） - 石岡大貴
  - 税務調査官・窓際太郎の事件簿26（2014年2月24日） - 柿本澄夫
  - 警視庁南平班〜七人の刑事〜9（2016年7月11日） - 杜川正人
  - 刑事夫婦3（2017年2月27日） - 唐木田四郎
- 刑事貴族2 第12話「危険な二人旅」（1991年、JST）
- 検事・若浦葉子 第6話「偽証・アリバイが問いかける真実の友情」（1991年、NTV）
- 代表取締役刑事 第35話（1991年、ANB）
- ホテルウーマン（1991年、CX） - 久間達郎
- 信長 KING OF ZIPANGU（1992年、NHK） - 和田惟政
- 土曜ドラマ（NHK）
  - とおせんぼ通り（1992年） - カレン
- 腕におぼえあり（1992年、NHK） - 石黒滋之丞
- 愛しの刑事（1993年、ANB）
- 十時半睡事件帖 (テレビドラマ)（1994年） - 市村喜左衛門
- 鳥帰る（1996年5月4日、NHK）
- 七星闘神ガイファード 第19話（1996年、TX）
- 刑事追う! 第16話（1996年、TX）
- ギフト 第5話（1997年、CX） - 藤堂 役
- 最後の恋（1997年、TBS）
- 御家人斬九郎 第4シリーズ 第6話（1999年、CX） - 矢切の岩蔵
- 大好き!五つ子シリーズ（1999年 - 2009年、TBS） - 桜井良介
- 迷路荘の惨劇（2002年、TX） - 奥村弘 役
- ケータイ刑事 銭形愛 第24話（2003年、BS-i）
- 嫌われ松子の一生（2006年、TBS）
- NHKスペシャル/ドラマ感染爆発〜パンデミック・フルー（2008年1月12日、NHK） - 官僚
- サムスンスペシャル「伝えたい!僕らの夢 聴導犬が教えてくれたチカラ〜あすなろ学校の物語〜」（2009年7月20日、TBS） - 南先生
- シリーズ激動の昭和「最後の赤紙配達人〜悲劇の召集令状64年目の真実〜」（2009年8月10日、TBS）
- となりの芝生（2009年9月9日、TBS） - 医者
- 水戸黄門第40部第20話「見たか江戸っ子の心意気・江戸」（2009年12月21日、TBS） - 友助
- ハンチョウ〜神南署安積班〜 第3シリーズ 第5話（2010年8月1日、TBS） - 舟岡
- 相棒 Season9 第4話（2010年11月17日、EX） - 丸山渡
- 大切なことはすべて君が教えてくれた 第3話（2011年1月31日、CX） - 上村克実
- 明日の光をつかめ2（2011年7月 - 9月、THK） - 加賀美亮介
- ドラマスペシャル「越境捜査3」（2011年12月22日、テレビ朝日） - 兵頭喜一郎
- 金曜プレステージ（CX）
  - 「鬼刑事 米田耕作」（2012年2月3日） - 松井雄一役
  - 「女請負人〜仕掛けられた女の罠〜」（2014年9月12日） - 磯崎 役
  - 終戦記念スペシャルドラマ「命ある限り戦え、そして生き抜くんだ」（2014年8月15日） - 飯野俊光
- ドクターX〜外科医・大門未知子〜 第2話（2012年10月25日、EX） - 安田悟
- 水曜ミステリー9（TX）
  - 「鉄道警察官・清村公三郎9」（2012年11月7日） - 横堀弘
  - 「負け組法律事務所〜沈黙する証人〜」（2015年1月28日） - 倉田純一
- 空飛ぶ広報室 第9話（2013年6月9日、TBS） - 室崎統治
- 警部補 矢部謙三2 第4話（2013年8月2日、EX） - 長岡健作
- 刑事のまなざし 第9話（2013年12月2日、TBS） - 高島直樹
- 妻たちの新幹線（2014年） - 大石重成
- 神谷玄次郎捕物控 第3話（2014年4月18日、NHK BSプレミアム） - 弁天の五郎蔵
- 赤と黒のゲキジョー（CX）
  - 「浅見光彦シリーズ51 中央構造帯」（2014年12月5日） - 長橋刑事部長
- 松本清張ミステリー時代劇 第1話「流人騒ぎ」（2015年4月7日、BSジャパン） - 源右衛門
- 子連れ信兵衛（NHK BSプレミアム） - 源吉 
  - 子連れ信兵衛（2015年）
  - 子連れ信兵衛2（2016年）
- 科捜研の女 （EX）
  - SEASON 15 第12話「殺しのナンバー」（2016年2月18日） - 原口龍也
  - SEASON 17 第7話「自転車泥棒」（2017年11月30日） - 稲垣渉
- グッドパートナー 無敵の弁護士 第7話「温泉爆発!? 理不尽な敵に勝つ!」・第8話「今夜決着!! 3億を巡る法廷対決」（2016年6月2日・9日、EX） - 利根川浩一郎
- 人形佐七捕物帳 第5話「嘆きの遊女」（2016年12月6日、BSジャパン） - 棟梁・染五郎
- 山本周五郎時代劇 武士の魂 第3話「菊月夜」（2017年5月9日、BSジャパン） - 松谷権太夫
- 犯罪症候群 Season1（THK・CX） - 井端誠 
  - 第6話「一転」（2017年5月13日）
  - 第7話「覚醒」（2017年5月20日）
  - 最終話「前進」（2017年5月27日）
- 日曜ワイド（EX）
  - 京都南署鑑識ファイル11（2017年7月23日） - 宮下敬一郎
  - 庶務行員 多加賀主水が許さない（2017年10月15日） - 木下富士夫
- 刑事7人 第3シリーズ 第4話「死味」（2017年8月2日、EX） - 入川裕二
- 伝七捕物帳2 第7回「引き裂かれた絆、夫婦（めおと）湯のみの契り」（2017年9月15日、NHK BSプレミアム） - 助三郎
- ミステリースペシャル「ふぞろい刑事」（2017年12月21日、ABC） - 清水正則
- 特捜9（2018年4月18日、テレビ朝日） - 中垣稔
- 直撃!シンソウ坂上 再現ドラマ「あさま山荘事件」（2018年6月7日、フジテレビ）- 長野県警 刑事
- 新宿野戦病院 第5話（2024年7月31日、フジテレビ）- シゲさん（本名：野島耕助） 役

### 映画
- 残照（1978年） - 森口
- 関白宣言 - 古山みのる
- ピーマン80（1979年） - 新井
- 俺とあいつの物語（1981年） - 大島健太
- アッシイたちの街（1981年） - 原田
- モーニング・ムーンは粗雑に（1981年） - 岩瀬
- ダイアモンドは傷つかない（1982年） - 若い男
- ウィークエンド・シャッフル（1982年）
- 夜明けのランナー（1983年） - からし
- 丑三つの村（1983年） - 中山哲夫
- ときめき海岸物語（1984年） - 工員B
- まってました転校生!（1985年）
- MISHIMA（1985年）
- 湘南爆走族（1987年） - ガソリンスタンドの店員
- cfガール（1989年） - 田島
- ゴールドラッシュ（1990年） - 岡本
- ファンキー・モンキーティチャー2 東京侵攻大作戦（1992年） - 東京の銀行員
- 眠らない街・新宿鮫（1993年） - 吉川
- 武闘の帝王（1993年） - 中島次郎
- 武闘の帝王2（1994年） - 中島次郎
- 嗚呼!!花の応援団（1996年） - 舞戸
- EN EMBALMING（1999年）
- 風の外側（2007年）
- それでもヤクザはやってくる（2007年） - 山岡
- 涙でいっぱいになったペットボトル カンペの手紙（2007年）
- 落語物語（2011年）
- 樹海のふたり（2013年） - 金井プロデューサー
- 昭和最強高校伝 國士参上!!（2016年） - サワタカ(社会民衆党)
- いまダンスをするのは誰だ?（2023年） - 松野正

### オリジナルビデオ
- 極道ステーキ（1991年、東映ビデオ）
- 浪花の雀刺2 陰謀（2001年） - 松中工務店 支店長 ゴンドウ
- 元気に再チャレンジ! 〜キラキラしている女性たち〜（2006年、内閣府男女共同参画局）[2]
- 汚れた代紋（2007年） - 綿貫連合会 山堂会組長 山名和雄
- 極道の紋章 第六章（2008年） - 小倉組組長 小倉一也
- やくざ抗争史 猛友会 西成愚連隊（2008年）全2作 - 泉谷剛
  - やくざ抗争史 猛友会 西成愚連隊 ～掃溜めの夢～（2008年） - 大龍連合総長
  - やくざ抗争史 猛友会 西成愚連隊 完結編 ～見果てぬ夢が覚める時～（2008年） - 侠和会幹部
- この男たち、凶暴にて。（2011年） - 梅川組若頭
- 暴力水滸伝（2014年）
- 日本統一62（2024年） - 三川

### インターネットドラマ
- グラウエンの鳥籠（1999年）
- Naokiman HORROR SHOW「オンタキサン」（2023年配信予定）[3]

### 舞台
- ビロクシー・ブルース（1987年）
- 真夜中のパーティー
- かくて新年は
- 火のようにさみしい姉がいて'96/木冬社（1996年） - 主人公の男の弟と名乗る男
- 木の皿（2010年） - グレン
- 雪やこんこん（2012年）
- バカのカベ〜フランス風〜（2012年）
- 煙が目にしみる（2018年） - 北見栄治
- Out of Order ～イカれてるぜ～ (2018年)-ホテル支配人
- TO BE OR NOT TO BE ～生きてるの？死んでるの？～ (2019年)
- 灯に佇む（2024年）[4]

### バラエティ
- ビスケットランド
- 笑点
- オレたちひょうきん族

### 音楽番組
- NHK紅白歌合戦
- ザ・ベストテン

### ラジオ
- FMシアター（NHK-FM）
  - ブレックファスト・ゲーム（1997年3月8日）[5]
  - 永遠の犬（1997年7月12日）[6]
  - 二月の夜空に（2001年2月10日） - 直樹 役[7]
  - ティブル（2002年9月21日）[8]
- 青春アドベンチャー（NHK-FM）
  - オペレーション太陽（1998年4月13日 - 24日）[9]
  - 蜩ノ記（2012年6月18日 - 29日） - 中根兵右衛門 役[10]
- 特集オーディオドラマ　大黒屋光太夫（2003年8月23日、NHK-FM）[11]

## ディスコグラフィティ

### 配信
- ガビガビのビュー太郎の悪魔ハートDEスマイル体操